# Gräberfeld von Samtavro

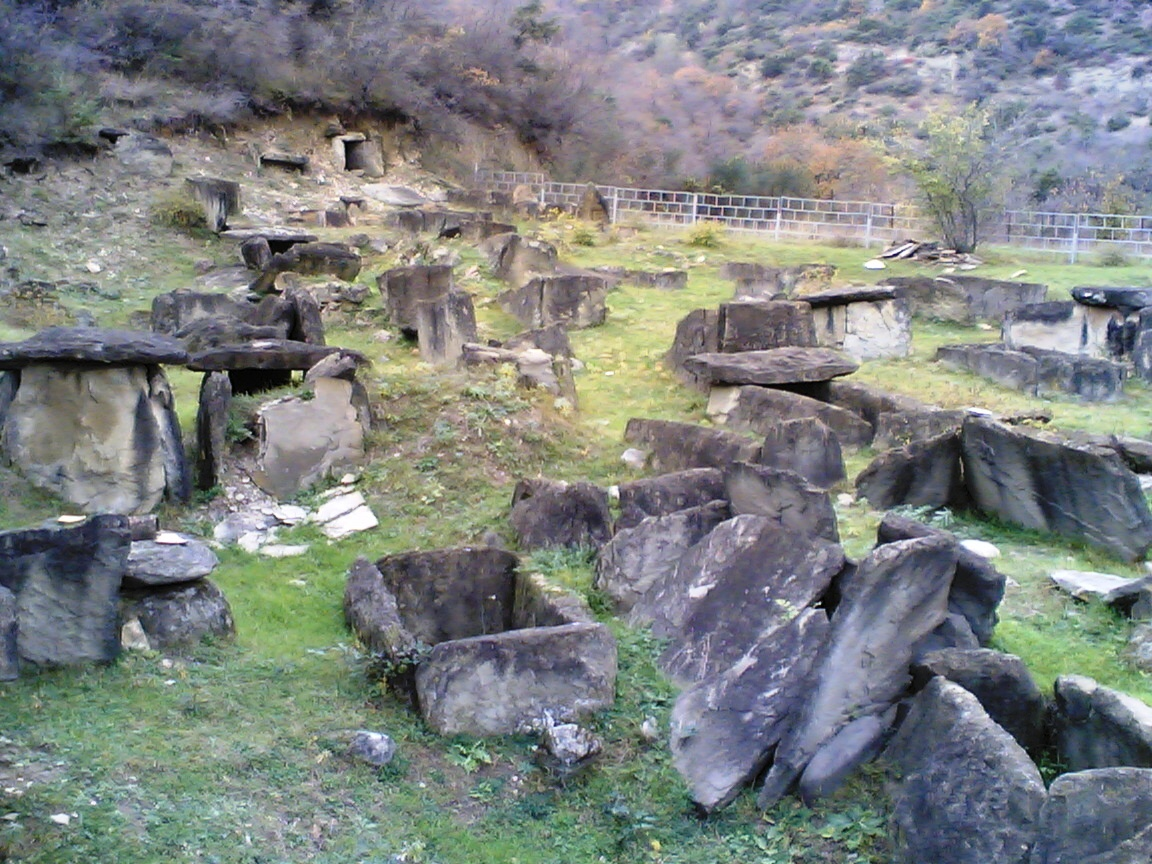
Gräbfeld von Samtavro

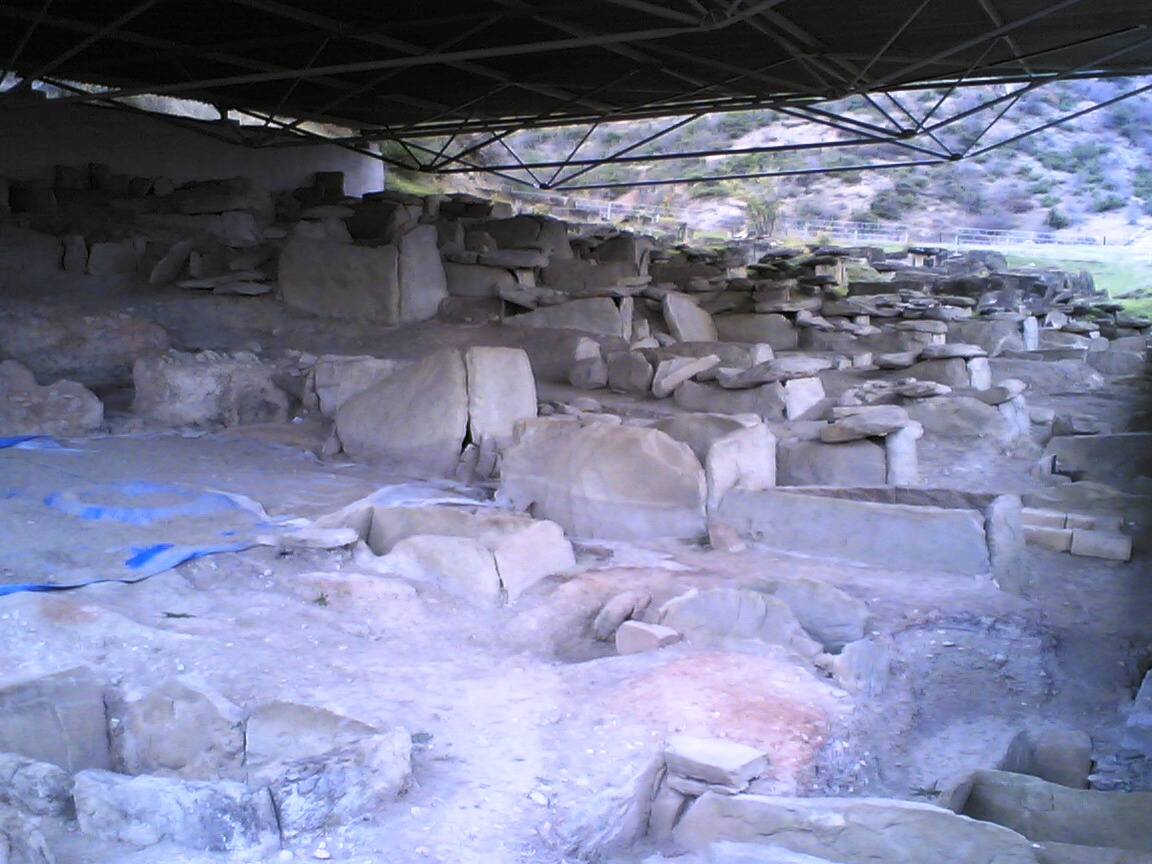
Gräbfeld von Samtavro

Das etwa 18 Hektar große Gräberfeld von Samtavro (georgisch სამთავროს სამაროვანი), nördlich von Mzcheta, im Osten von Georgien, wurde zwischen der Mitte des 3. Jahrtausend v. Chr. und dem 10. Jahrhundert n. Chr. genutzt. Es wurde zum ersten Mal in den 1870er und 1880er Jahren von F. Bayern ausgegraben. Die 1938 von A. Kalandadze begonnenen Ausgrabungen werden bis heute fortgesetzt.
Die Archäologen haben bis zu 3.000 Gräber verschiedener Typen untersucht und die Stratigraphie des Platzes bestimmt. Archaische Keramik, Steinwerkzeuge und verbrannte Strukturen wurden in der ältesten Kulturschicht (frühe Bronzezeit) entdeckt. Ein mittelbronzezeitlicher Grabhügel (1. Hälfte des 2. Jahrtausends v. Chr.) enthielt Bronzewerkzeuge, Goldschmuck, Perlen usw. Besonders vielfältiges archäologisches Material wurde in Grubenbestattungen der späten Bronzezeit (2. Hälfte des 2. Jahrtausend v. Chr.) und der frühen Eisenzeit (9. bis 5. Jahrhundert v. Chr.) gefunden. Unter den Artefakten befanden sich polierte Keramik mit geometrischen Mustern und glasierte Keramik, Bronze- und Eisenwerkzeuge, gravierte Bronzegürtel, Bronzen, Knochen, zoomorphe Bronzefiguren sowie Achate und weiterer Schmuck.
Die obere Schicht von Samtavro datiert ins 2. bis 1. Jahrhundert v. Chr. Sie enthielt Steingräber, Steinkisten, Steinsarkophage, Krypten aus Quadern, Platten- und Ziegelgräber des 1. bis 3. Jahrhunderts n. Chr. und Steinkisten des 1. bis 9. Jahrhundert n. Chr. Die Kisten des 4. bis 9. Jahrhunderts sind in der Regel Kollektivbestattungen.